# Rainier II Grimaldi
Rainier II Grimaldi (ur. 1350, zm. 1407) – senior Monako w latach 1352–1357, żołnierz, szambelan króla Francji Karola V Mądrego w 1369 r. Syn seniora Monako Karola I Grimaldi (zm. 1357) i Lucchiny z rodu Spinola.
Rainier II współrządził Monako od 29 czerwca 1352 r. do 15 sierpnia 1357 r. razem z ojcem Karolem I, bratem Gabrielem oraz stryjem ojca Antonim.
Latem 1355 r. Genua, obawiając się sojuszu Karola I z Francją, zaatakowała Monako z lądu i morza. Doża Simon Bocaneggra uważał Monako za własność Genui. Twierdzy bronił Rainier II. Jego ojciec prawdopodobnie w tym czasie już nie żył. Po ciężkich walkach wobec dużej przewagi Genueńczyków (Genueńczycy dysponowali czterema tysiącami żołnierzy i 20 galerami; Monakijczycy mieli do dyspozycji dziesięciokrotnie mniejszą siłę) Rainier II z bratem Gabrielem i kuzynem Antonim skapitulował. 15 sierpnia 1357 r. podpisano układ o przejęciu Skały Monako przez Genueńczyków. Rainier II otrzymał od nich 20 tys. florenów za poniesione koszty przez jego ojca na umacnianie twierdzy Monako.
Rainier II opuścił Monako na zawsze. Odziedziczył po ojcu dobra rodzinne. Część ich stracił oraz sprzedał w ciągu burzliwego życia (Castillon, Cagnes, połowa Mentonu). Służył Joannie I, królowej Neapolu, a także delfinowi francuskiemu, a od 1364 r. królowi Karolowi V Mądremu. Od tego ostatniego otrzymał w 1369 r. tytuł szambelana królewskiego. Brał czynny udział w następnych etapach „wojny stuletniej”. W 1407 r. zmarł w niewyjaśnionych okolicznościach.

## Małżeństwa i potomstwo
Rainier II był dwukrotnie żonaty. Pierwszą żoną była Illaria del Carretto, a drugą Isabela Asinari (zm. 1417). Był ojcem pięciorga dzieci:
- Ambroży (zm. 1433), przyszły współrządca Monako
- Antoni (zm. 1427), przyszły współrządca Monako
- Jan I (ur. 1382 – zm. 8 maja 1454), przyszły współrządca, potem samodzielny senior Monako
- Gaspar (zm. przed 1419)
- Grifetta, poślubiona Ludwikowi Lascar